# Locmalo
Locmalo é uma comuna francesa na região administrativa da Bretanha, no departamento Morbihan. Estende-se por uma área de 24 km². Em 2010 a comuna tinha 926 habitantes (densidade: 38,6 hab./km²).